# Rispescia
Rispescia (già Santa Maria di Rispescia) è una frazione del comune italiano di Grosseto, in Toscana.

## Geografia fisica
La frazione di Rispescia è situata a 11 m s.l.m. nella parte meridionale del comune di Grosseto, oltre il corso del fiume Ombrone che lambisce il paese a nord-ovest, alle porte del Parco naturale della Maremma. L'area è prevalentemente pianeggiante, fatta eccezione per alcuni rilievi collinari come poggio Cavallo (181 m) o poggio Campore (203 m) che pur trovandosi distanti dal centro abitato ricadono nel territorio della frazione.
Il paese è attraversato dal fosso Rispescia (12 km), corso d'acqua che nasce poco a nord di Montiano e si immette nell'Ombrone a ovest del paese. A sud, la frazione è delimitata dal canale artificiale dell'Essiccatore Principale dell'Alberese (8 km), oltre il quale si raggiunge la vicina frazione di Alberese. 
La frazione dista circa 7 km dalla città di Grosseto.

## Storia
La prima attestazione del toponimo Rispescia si ha in un atto di vendita del 2 giugno 1258 dove si legge che il mugnaio Martino di Guglielmo vende ai fratelli Raniero e Ildebrandino di Rustichella un terreno situato presso Grosseto nella «contrada dicta Raspesce», dal nome del fosso affluente del fiume Ombrone. Il corso d'acqua bagnava allora le terre che furono proprietà della Grancia di Grosseto, che faceva capo all'ospedale di Santa Maria della Scala di Siena; in un documento del 7 giugno 1349 si legge che il proprietario terriero di origine corsa Giovanni Arrighi fece dono all'ospedale di un pezzo di terra «nella contrada di Rispescia alla Giuncolella» – quest'ultimo toponimo rimasto solamente nell'odonomastica nella "strada Giuncola" di Rispescia – ed ancora in un inventario del 1430 («iuxta fossatum rispescis») e in elenco di beni di suddetto ospedale del 1469, dove è descritto un terreno che «confina da due lati le vie che vanno a Talamone e di verso Grosseto la bandita e lorti di Rispescia». Questi documenti testimoniano inoltre la presenza nel XV secolo di una via di comunicazione stradale – «via carraria», quindi lastricata – proprio nel punto in cui scorreva il fosso, a sud di Grosseto, ad ovest della strada per Talamone.
La frazione si è sviluppata tuttavia solamente nel corso del XX secolo, a seguito della completa bonifica della pianura maremmana e della seguente riforma agraria. Il villaggio, chiamato in principio semplicemente Villaggio del bracciante, è stato fondato dall'Ente Maremma il 23 dicembre 1951 con la posa della prima pietra da parte dell'allora ministro dell'agricoltura Amintore Fanfani. Il villaggio doveva fungere da centro di servizio e aggregazione per tutti quei poderi e case coloniche sparse nella vasta campagna tra Grosseto, a sud dell'Ombrone, ed Alberese, in seguito al fenomeno dell'appoderamento che prendeva il posto del latifondo e fece registrare un forte flusso di immigrazione verso la Maremma, in particolare dalla Toscana settentrionale e soprattutto dal Veneto. Sempre nel 1951, in contemporanea con l'inizio dei lavori di costruzione del villaggio, il presidente dell'Ente Maremma donò 169 ettari di terreno adiacente all'Ente nazionale assistenza orfani dei lavoratori italiani (ENAOLI), per la realizzazione di un centro che accogliesse gli orfani dei contadini, dotato di fattoria, scuola e cappella.
Il borgo di fondazione era stato progettato con una parte centrale, quella dei servizi pubblici, che comprendeva il campo sportivo e sette edifici (la chiesa, la casa canonica, lo spaccio con circolo ricreativo e bar, l'asilo comunale, la scuola elementare, l'edificio dell'ambulatorio, telefono e alcune botteghe, un ultimo edificio per le abitazioni dei gestori dei servizi) e quella residenziale, con settantanove lotti assegnati ad altrettante famiglie che comprendevano la casa colonica (dette "casette", singole o doppie) e un terreno da 4600 metri quadrati cadauna. Una prima inaugurazione fu presieduta dal ministro Fanfani il 21 dicembre 1952, mentre quella definitiva, a villaggio ormai ultimato, fu tenuta il 6 aprile 1953 alla presenza dello stesso Fanfani, del sindaco di Grosseto Renato Pollini e di Giorgio La Pira, sindaco di Firenze. Il nome stabilito per il borgo fu Santa Maria di Rispescia, in seguito alla dedicazione a santa Maria Goretti della chiesa parrocchiale; nel corso dei decenni, il toponimo fu ridotto al solo Rispescia.

## Monumenti e luoghi d'interesse

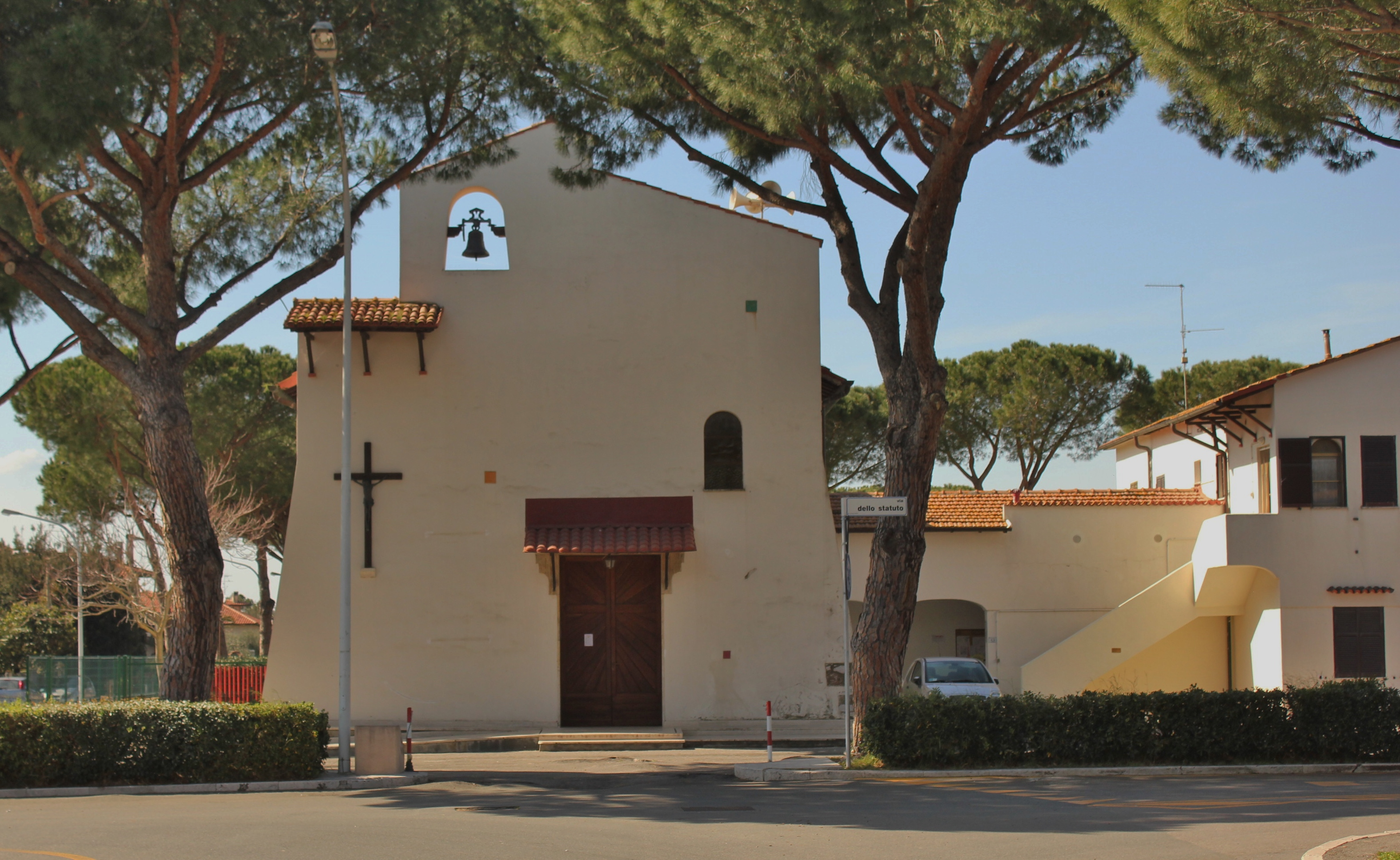
La chiesa di Santa Maria Goretti.

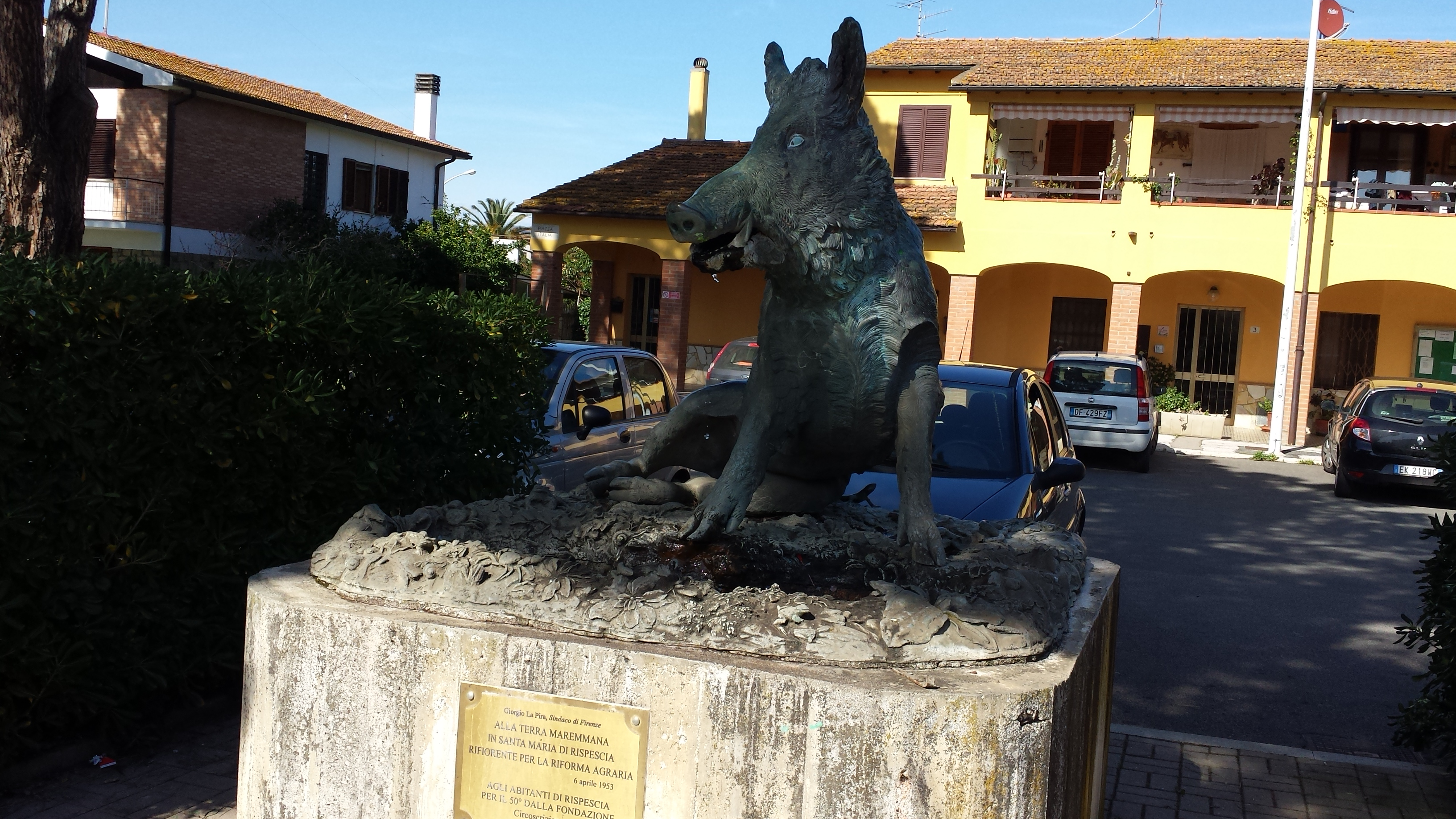
La fontana del "Cinghialino".

### Architetture religiose
- Chiesa di Santa Maria Goretti, chiesa parrocchiale della frazione, è stata progettata dall'architetto Carlo Boccianti contemporaneamente all'ideazione del villaggio del bracciante, per volere dell'Ente Maremma.[10] La chiesa fu completata nel 1953 e consacrata l'anno successivo.[10] Gli ultimi interventi di ristrutturazione risalgono al 1993.[10] La chiesa è sede di una parrocchia che si estende anche alle colline orientali oltre il paese e conta circa 1 220 abitanti.[11]

- Chiesa dell'Enaoli, ex edificio di culto del centro dell'Ente nazionale assistenza orfani dei lavoratori italiani, è stato realizzato tra il 1952 e il 1955[12] su progetto di Lorenzo Chiaraviglio.[13] Sconsacrata negli anni settanta, è adibita ad usi culturali dal centro ambientale di Legambiente.

- Cappella di Santa Maria a Grancia, situata all'interno del complesso della fattoria della Grancia, nelle vicinanze del fiume Ombrone a nord-est del centro abitato di Rispescia, è compresa nella parrocchia di Santa Maria Goretti.[10] Originaria del XIII secolo, è stata ristrutturata più volte nel corso dei secoli e si presenta nello stile rurale fiorentino del XIX secolo, in seguito all'acquisizione da parte dei baroni Ricasoli. La cappella conserva all'interno alcune opere del XVI secolo; in passato vi era situata anche una quattrocentesca Assunzione di Maria di Benvenuto di Giovanni, oggi conservata al Metropolitan Museum di New York.

### Altro
- Fontana del Cinghialino, situata nella piazza principale del borgo, si tratta di una fontana che reca la scultura in bronzo di un cinghiale.[5] L'opera è una riproduzione del celebre Porcellino di Pietro Tacca e venne donata al borgo di Rispescia dal Comune di Firenze il 6 aprile 1953, nel giorno dell'inaugurazione del villaggio, dalle mani del sindaco Giorgio La Pira.[5][9] Sulla fontana è posta una targa che recita: «Giorgio La Pira, sindaco di Firenze, alla terra maremmana in Santa Maria di Rispescia rifiorente per la riforma agraria, 6 aprile 1953».[5] La targa originaria è andata smarrita[5] ed è stata sostituita in occasione del cinquantesimo anniversario della fondazione.

## Società

### Evoluzione demografica
Quella che segue è l'evoluzione demografica della frazione di Rispescia. Sono indicati gli abitanti del centro abitato e dove è possibile è messa tra parentesi la cifra riferita all'intero territorio della frazione.
| Anno | Abitanti       | Abitanti |
| Anno | Centro abitato | Frazione |
| ---- | -------------- | -------- |
| 1936 | 20             | 649      |
| 1961 | 404            | 1 188    |
| 1981 | 385            | —        |
| 2001 | 649            | —        |
| 2011 | 755            | —        |

## Cultura

### Istruzione
A Rispescia hanno sede, nel medesimo edificio che è andato ad unire e modificare i due originari del 1953, la scuola primaria "Carlo Porciatti" e la scuola infantile, che sono inserite nell'Istituto comprensivo Grosseto 1, intitolato all'educatore Alberto Manzi.
Dal 1955 al 1977 ebbe sede a Rispescia il centro educativo dell'E.N.A.O.L.I. (Ente nazionale assistenza orfani dei lavoratori italiani). Tra il 1951 e il 1955, vennero realizzati in una località adiacente al centro abitato, su progetto dell'architetto Lorenzo Chiaraviglio, la scuola professionale di formazione agricola di Rispescia e l'azienda associata di produzione agroalimentare, per l'educazione fino alla maggiore età degli orfani dei contadini. Per tutto il periodo di attività, la struttura ospitò circa seicentocinquanta ragazzi provenienti, prevalentemente, dall'Italia centrale, meridionale e insulare. L'ente e la conseguente attività furono soppressi nel 1977. Presso la struttura è attivo dal 1989 il Centro nazionale per lo sviluppo sostenibile "Il Girasole", centro di educazione ambientale di Legambiente, presso il quale ogni estate si tiene la rassegna di Festambiente.

### Eventi
- Sagra del Cinghiale, sagra eno-gastronomica di prodotti tipici maremmani, nel periodo di giugno-luglio, giunta alla trentesima edizione nel 2015.[19]
- Festambiente, festival di ecologia e solidarietà di Legambiente, si tiene ogni anno, nel mese di agosto, presso il centro di educazione ambientale posto alla periferia orientale dell'abitato in località Enaoli.[18]

## Geografia antropica

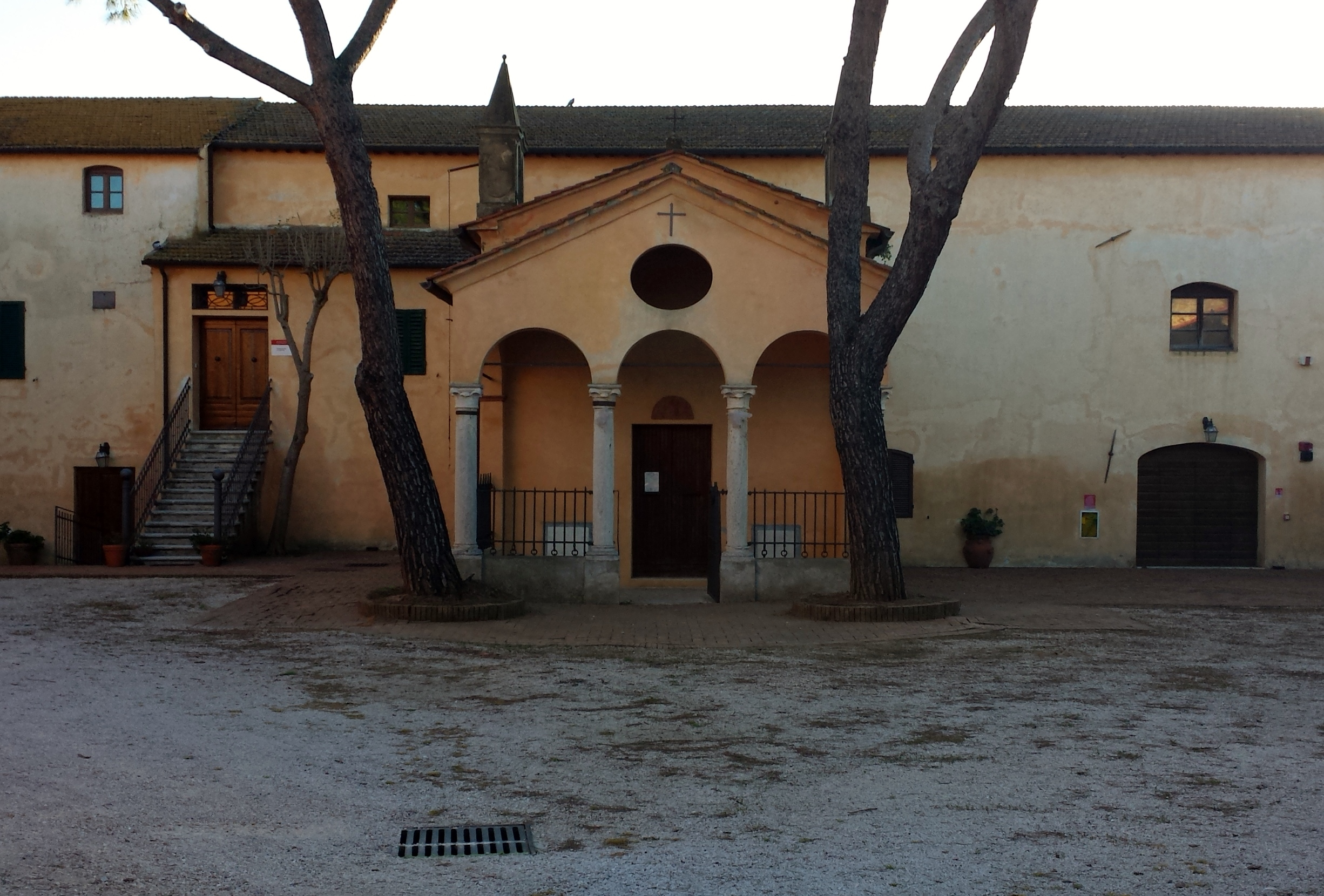
La cappella di Santa Maria a Grancia.

Adiacente al centro abitato principale, separato dal tracciato della superstrada Aurelia, si trova il piccolo nucleo di Enaoli (30 m s.l.m., 10 abitanti), che deve il suo toponimo al fatto di aver ospitato, dal 1955 al 1977, il centro sociale-culturale dell'E.N.A.O.L.I. (Ente Nazionale Assistenza Orfani dei Lavoratori Italiani). Vi si trovano una chiesa ed alcuni edifici rurali dove ha sede il centro di educazione ambientale di Legambiente.
Il territorio della frazione comprende anche l'area rurale che dai rilievi collinari a nord-est del paese scende verso l'Ombrone, denominata comunemente come Ottava Zona, dove si trova soprattutto la località di Grancia (26 m s.l.m., 39 abitanti), di origine medievale.
Tra le altre località minori del territorio si ricordano Podere Pratini (17 m s.l.m.) e Vallemaggiore (15 m s.l.m.).

## Infrastrutture e trasporti

### Strade
La frazione di Rispescia è collegata con Grosseto a nord e Roma a sud dalla strada statale 1 Via Aurelia, grazie ad un proprio svincolo (Alberese-Rispescia) posto direttamente all'ingresso del centro abitato.

### Ferrovie
La frazione è attraversata dal tracciato della Ferrovia Tirrenica e possedeva inizialmente una propria stazione, tuttavia dismessa in tempi recenti.
La frazione fu servita anche dalla privata ferrovia Cana-Arcille-Rispescia, della quale la stazione di Rispescia costituiva il capolinea meridionale, impegnata nel trasporto della lignite. Il tratto da Arcille a Rispescia fu attivato nel 1918. Tuttavia, questo tracciato fu reso inutile dall'apertura del ramo Arcille-Grosseto nel 1920, avviandosi così verso la dismissione e chiudendo definitivamente nel 1925.